# Département de l'Écologie de l'État de Washington
Le département de l'Écologie de l'État de Washington (anglais : Washington Department of Ecology) est le principal organisme de réglementation environnementale de l'État de Washington. Il gère les lois et règlements se rapportant aux domaines de la qualité de l'eau, des droits sur les ressources en eau, la gestion du littoral, le nettoyage de produits toxiques, les déchets nucléaires et dangereux et la qualité de l'air. Elle assure également un suivi et des évaluations scientifiques.